# جيمس الكسندر (رياضياتي)
جيمس الكسندر (بالإنجليزية: James Waddell Alexander )‏ (و. 1888 – 1971 م) هو رياضياتي، وطوبولوجي، وأستاذ جامعي أمريكي، توفي في برينستون، عن عمر يناهز 83 عاماً.

## التعليم
تعلم في جامعة برنستون.

## جوائز
حصل على جوائز منها:
- جائزة بوشر التذكارية (1928).[4]